# Louis-Pascal Jacquemond
Pour les articles homonymes, voir Jacquemond.
 (juillet 2023).
Il peut être nécessaire de l'améliorer pour respecter le principe de neutralité de point de vue. Veuillez consulter la page de discussion pour plus de détails.

Louis-Pascal Jacquemond, né en 1948, est un historien spécialiste de l'histoire contemporaine des femmes et du genre.

## Biographie
Louis-Pascal Jacquemond est un universitaire diplômé en droit et sciences politiques,  titulaire de l'agrégation d'histoire et d'un doctorat en histoire contemporaine (thèse sur les archives personnelles d'Aristide Briand et la loi de Séparation des Églises et de l’État) de l'Université de Saint-Etienne . Il a été successivement instituteur, professeur de lycée (Romain Rolland à 58 Clamecy, Léonard de Vinci à 38 Villefontaine) puis inspecteur d'académie (en poste dans les académies d'Orléans-Tours, Clermont-Ferrand puis Grenoble). Il a collaboré à la publication de nombreux manuels d'histoire et géographie du collège ou du lycée ou d'éducation civique du second degré (Magnard, Nathan, Hachette et principalement Belin).
Membre de l'association pour le développement de l'histoire des femmes et du genre depuis 1999, il a présidé de 2013 à 2018 différentes tables rondes de l'association pour les Rendez-vous de l'Histoire à Blois. Il y intervient pour présenter des sujets de didactique et d'épistémologie de l'histoire ou de l'éducation civique en lien avec les programmes d'enseignement : "Enseigner les migrations de travail des femmes" en 2016, "Enseigner la place des femmes des femmes dans les sciences à travers les programmes, du collège et du lycée" en 2017, "Enseigner l'égalité en déconstruisant les stéréotypes de genre dans les images des leçons d'Histoire" en 2018.
Louis-Pascal Jacquemond a notamment travaillé sur la place des femmes dans les luttes ouvrières du Front populaire en France en 1936, en analysant comment les hommes, dans les différentes organisations ouvrières et syndicales ont réussi à maintenir les femmes à l'écart des positions de pouvoir tout en promouvant « l'émancipation de la femme ».
Il est l'auteur d'une biographie d'Irène Joliot-Curie.

## Publications

### Ouvrages
- Irène Joliot-Curie. Biographie, Paris, Odile Jacob, 2014  (ISBN 9782738130334)[3]
- L’Espoir brisé. 1936, les femmes et le Front populaire, Paris, Belin, 2016  (ISBN 978-2701198965)[4],[5],[6]
- Histoire de la fête des mères. Non, Pétain ne l’a pas inventée ! Rennes, PUR, 2019  (ISBN 9782753577534)[7]

### Ouvrages en collaboration
- Geneviève Dermenjian, Irène Jami, Annie Rouquier et Françoise Thébaud (dir.), La place des femmes dans l’Histoire, une histoire mixte, Paris, Belin éditeur, 2010  (ISBN 978-2701153919).
- Christine Bard, Sylvie Chaperon (dir.), Dictionnaire des féministes, France XVIIIe-XXIe siècle, Paris, PUF, 2017  (ISBN 978-2-13-078720-4).
- Julie Le Gac, Fabrice Virgili (coordination) L’Europe des Femmes XVIIIe-XXIe siècle, Paris, Perrin, 2017  (ISBN 978-2-262-06666-6)[8].
- Annette Lykknes & Brigitte Van Tiggelen (dir.), "Women in Their Element. Selected Women's Contributions To The Periodic System", World Scientific Publishing Co Pte Ltd, août 2019, pp. 556.  (ISBN 978-981-120-628-3)
- Jacques Schroeder, Jànos Puskàs et Teddy Auly,  Gro Harlem Bruntland ou l’invention du ‘développement durable’, Revue Dynamiques environnementales – Journal international des géosciences et de l’environnement, n°39/40 Femmes et Hommes de Science, 2017, publié en 2019, Presses Universitaires de Bordeaux, pages 254-265.  (ISBN 979-10-300-0210-2)
- Martien Fournier et Cécile Peltier (dir.), Les Mères. La grande histoire de la maternité, Paris, Sciences Humaines, 2023.  (ISBN 978-2-3610-6810-3)